# Convento de las Hermanas de Nazaret
El Convento de las Hermanas de Nazaret  es un edificio religioso situado en la ciudad de Shefa - Amr, en Israel.
En el año 1857, después de que los ciudadanos de Shefa-'Amr vieron lo mucho que las Hermanas del convento de Nazaret habían ayudado a la gente de Nazaret, se estableció contacto con una de sus hermanas llamada Hilo con una oferta para contribuir con un pedazo de tierra en el centro de Shefa-'Amr que contenía los restos de una iglesia del siglo IV con el propósito de construir un nuevo convento en él. La Hermana Hilo aceptó la oferta y el convento fue construido en esa tierra. Más tarde en 1860 una nueva escuela fue construida en la zona del convento , esta escuela se amplió con los años y enseña hoy en día 1000 de los niños de la ciudad.